# Muhamed Al-Idrisi
Muhamed el Idrisi, punim imenom Abu Abd Allah Muhammad al-Idrisi al-Qurtubi al-Hasani al-Sabti, (arap: أبو عبد الله محمد الإدريسي‎), (Ceuta, 1099. – Palermo, 1164.) bio je arapski kartograf i geograf. 

## Životopis
Muhamed el Idrisi rođen je u Ceuti. Školovao se u maurskoj Španjolskoj, gdje je stekao kartografsko i geografsko znanje. Studij je završio u Córdobi koja je pod arapskom dominacijom postala najznačajnije kulturno središte na iberijskom poluotoku. Nekoliko godina proveo je u Sjevernoj Africi i Maloj Aziji prije nego što je došao na Siciliju gdje je osnovano kulturno središte u kojem je proveo ostatak života. Na poziv kralja Rogera II. došao je na normanski dvor u Palermo na Siciliji. Roger II. bio je veliki ljubitelj i mecena znanosti i umjetnosti pa su se na njegovu dvoru sredinom 12. stoljeća okupljali mnogi slobodni europski učenjaci, umjetnici i ljubitelji knjige. Bavio se mišlju da sastavi veliku kartu svijeta, ali ne prema starijim predlošcima, nego rezultatima svoga vremena. Zato je dao Idrisiju zadatak da izradi veliku kartu tada poznatog svijeta. 
U sljedećih petnaest godina polazile su iz Palerma normanske lađe koje su plovile cijelim Sredozemljem. Na njima su bili izučeni mjernici, koji su opažali i tako skupljali građu za buduću kartu. Na nekim je putovanjima bio i Idrisi. Prema zapisima Abdurahama Zekija, Idrisi je 1153. obišao i hrvatsko primorje. Tom prilikom bio je u Senju, Kninu, Biogradu, Šibeniku, Trogiru, Splitu, Stonu i Dubrovniku. Na dvor su dolazili brojni poklisari od kojih su također prikupljeni podaci o udaljenosti mjesta i stranim zemljama. Kartu je završio 1154., nekoliko tjedana prije smrti kralja Rogera II. i u čast svoga mecene nazvao je Tabula Rogeriana. Karta je bila formata 3,42×1,48 m, a poslije je od nje izrađena kopija na srebrnim pločama. Oba su izvornika izgubljena i danas postoje samo naknadno izrađene kopije. Na toj se karti u dosta krupnom mjerilu vidi Hrvatska. To je prva poznata karta na kojoj se ona spominje poimence.
Uz kartu je Idrisi napisao i popratni komentar, u kojem također spominje Hrvatsku i njezine gradove. Dubrovnik se spominje  u sastavu hrvatske zemlje (arap. bilad Garvasia) uz bilješku kako je to ujedno i posljednji grad na jugu Hrvatske. Tako je nastala njegova Geografija ili Kitab al Rudjar (Rogerova knjiga). Na Tabuli Rogeriani ima ukupno oko 2500 geografskih imena, a u Kitab al Rudjar oko 7000. Idrisijeva karta bila je neobično sastavljena. Svaka sekcija činila je jedan dužinski stupanj, a po širini obuhvaćala je jedan klimatski pojas. U uvodu Geografije Idrisi govori o obliku i veličini Zemlje te zaključuje da se dobre karte mogu sastaviti samo pomoću kartografske projekcije s meridijanima i paralelama. Međutim, to pravilo nije primijenio na svojoj karti. Tabula Rogeriana orijentirana je prema arapskom običaju, što znači da je sjever dolje. Svi nazivi na karti napisani su arapskim pismom, pa stoga i danas postoji teškoća u čitanju i prevođenju pojedinih naziva. 
Idrisi je na dvoru ostao i poslije Rogerove smrti, te je za njegova sina i nasljednika Vilima I. napisao 1161. još jedno geografsko djelo Perivoj uljudnosti i okrepa duše, a pisao je i o ljekovitu bilju i spjevao nekoliko pjesama. To drugo geografsko djelo je izgubljeno, ali je sačuvana jedna kasnija skraćena inačica iz 1192. s naslovom Vrtovi radosti, poznata u znanosti kao Mali Idrisi.

## Djela
- Tabula Rogeriana (Rogerova karta), 70 listova, 3,42×1,48 m. Palermo, Sicilija, 1154.
- Kitab al Rudjar (Rogerova knjiga), 1154.
- Perivoj uljudnosti i okrepa duše, 1161.
- Vrtovi radosti, 1192.